# Торе Бормида
Торе Бормида (итал. Torre Bormida) је насеље у Италији у округу Кунео, региону Пијемонт.
Према процени из 2011. у насељу је живело 67 становника. Насеље се налази на надморској висини од 377 м.

## Становништво
Према резултатима пописа становништва 2011. у општини је живело 211 становника.
| 1931. | 1936. | 1951. | 1961. | 1971. | 1981. | 1991. | 2001. | 2011. |
| ----- | ----- | ----- | ----- | ----- | ----- | ----- | ----- | ----- |
| 684   | 673   | 560   | 453   | 318   | 285   | 243   | 232   | 211   |